# Sân bay West End
Sân bay West End (IATA: WTD, ICAO: MYGW) là một sân bay phục vụ Grand Bahama. Dù nhỏ hơn sân bay khác ở trên đảo tọa lạc ở Freeport, sân bay này có hai đường băng 2.438 m × 46 m (7.999 ft × 151 ft). Sân bay này gần đây đã được tái mở cửa và phục vụ chủ yếu là máy bay vận chuyển hàng hóa. Đường băng chính là đường băng 11 và là đường băng phía tây trong toàn bộ quần đảo Bahamas.
Sân bay hoạt động thứ hai đến thứ 6 từ 8h sáng đến 4h chiều và đóng cửa vào cuối tuần.

## Các hãng hàng không và tuyến bay
| Hãng hàng không | Các điểm đến |
| --------------- | ------------ |
| Paris Air       | Vero Beach   |